# Captain Sperrmüll
Captain Sperrmüll war eine deutschsprachige Rockband aus dem Saarland, die ihre Anfänge in der Anarcho/Sponti-Szene hatte.

## Geschichte
Nachdem sich der junge Liedermacher Didi Conrath (1957–2019) einige Jahre in Berlin aufgehalten hatte, formierte er in seiner Heimatregion eine Band, die sich in den später 1970er Jahren als Hausgemeinschaft in Saarwellingen niederließ. Geprägt von Bands wie Ton Steine Scherben und dem zeitgenössischen Krautrock wurde im Kollektiv sozialkritische Texte vertont und alternative Lebensformen ausprobiert.
Die Gruppe veröffentlichte Anfang der 1980er Jahre zwei Vinyl-Alben und tourte in Deutschland. Häufige Auftritte gab es in Jugendzentren oder „Umsonst und draußen-Festivals“. Über die Jahre spielten etwa 40 Musiker im Kollektiv, lediglich Didi Conrath blieb als Frontmann und Songschreiber konstant dabei.
In den 2000er Jahren zog Conrath nach Landau in der Pfalz, wo er nach einem Studium als Grundschullehrer tätig war. Hier formierte er noch einmal kleinere Besetzungen seiner Band. Vom Bauchspeicheldrüsenkrebs geschwächt, spielte er noch Solo-Auftritte mit Spermüll-Liedern. Conrath starb am 5. Januar 2019.

## Diskografie
- 1981: Captain Sperrmüll (Trikont)
- 1982: Die Sonne geht auf (Schneeball)
- 2012: Fette Beute (Schneeball)
- 2014: Ruma Roma (Schneeball)
- 2016: Geiles Leben (Schneeball)